# Negativno število
Negativno število x je vsako število, za katero velja {\displaystyle x<0}. Vsakemu naravnemu številu n se lahko priredi novo število −n, ki se imenuje nasprotno število, − tako postane preslikava množice N v množico nasprotnih števil. Število 0 se pri tem preslika vase: −0 = 0 in ni ne negativno in ne pozitivno. Unija obeh množic da množico Z, ki vsebuje množico N kot podmnožico. Seštevanje in množenje v Z se opredeli tako, da obe operaciji razširjata operaciji iz množice N tako, da se ohranijo ustrezni aritmetični zakoni (komutativnost, asociativnost, distributivnost množenja). Množica nasprotnih števil množice N v množici Z se imenuje negativna števila. Negativna števila skupaj s številom 0 se imenujejo nepozitivna števila – za njih velja {\displaystyle x\leq 0\,}. Pozitivna števila skupaj s številom 0 se imenujejo nenegativna števila in za njih velja {\displaystyle x\geq 0\,}.
Največje negativno število je −1, najmanjše pozitivno pa 1.
V abstraktni algebri se lahko vsak urejen kolobar zapiše kot unijo »P ∪ {0} ∪ −P«, kjer je P množica pozitivnih elementov in −P množica negativnih elementov. Tak kolobar je tudi množica celih števil Z, tu je P = N\{0} in −N\{0} množica negativnih celih števil.